# Тома Пикети
Тома Пикети (фр. Thomas Piketty; Клиши, 7. мај 1971) је француски економиста, професор и аутор. Ради као професор економије у Школи за напредне студије друштвених наука и на Међународном институту за неједнакости у оквиру Лондонске школе економије, као и ванредни професор у Париској школи економије. 

## Пикетијева анализа неједнакости и богатства у савременој економији
Пикетијев рад се фокусира на јавну економију, посебно на неједнакост прихода и богатства. Његова најпродаванија књига ''Капитал у двадесет првом веку'' (2013.) бави се концентрацијом и расподелом богатства у последњих 250 година. Књига тврди да је стопа поврата капитала у развијеним земљама стално већа од стопе економског раста и да ће то довести до повећања неједнакости у богатству у будућности.
Пикети предлаже унапређење система образовања и сматра дифузију знања, дифузију вештина, ширење идеје о продуктивности као главни механизам који ће довести до смањења неједнакости.
Године 2019. објављена је његова књига ''Капитал и идеологија'', која се фокусира на неједнакост прихода у различитим друштвима у историји. 
Његова Кратка историја једнакости из 2022. је много краћа књига о прерасподели богатства намењена циљној публици грађана уместо економистима.